# Vladimir (stad)
Vladimir (Russisch: Владимир, betekent "beheers de wereld") is een industriestad in Rusland en het bestuurlijk centrum van de naar de stad vernoemde oblast Vladimir. De stad is gelegen aan de rivier Kljazma. In de middeleeuwen was Vladimir de hoofdstad van Vladimir-Soezdal. Vladimir maakt deel uit van de Gouden Ring van Rusland.

## Geschiedenis

### Stichting
De eerste melding van Vladimir in de Nestorkroniek dateert van 1108, het jaar dat algemeen wordt beschouwd als het stichtingsjaar van de stad. Hierbij wordt aangenomen dat Vladimir Monomach de stichter en naamgever van de stad is. Vladimir Monomach zou de regio geërfd hebben als deel van het vorstendom Rostov-Soezdal en de stad gesticht hebben om los te komen van de invloed van de bojaren. In 1958 werd de 850e verjaardag van Vladimir gevierd.
In de jaren 90 van de 20e eeuw verscheen er echter een andere theorie, die de stichting van de stad toeschrijft aan Vladimir I de Heilige, die Rusland gekerstend heeft. In deze visie zou de stad gesticht zijn rond het jaar 990. Deze theorie ondervindt echter nogal wat weerstand, omdat ze Vladimir ouder zou maken dan het in 1024 gestichte Soezdal, terwijl verschillende 12e- en 13e-eeuwse bronnen vermelden dat Vladimir een jonge stad was in vergelijking met Soezdal en Rostov.

### Gouden Eeuw
In het begin van de twaalfde eeuw was Vladimir slechts een verdedigingspost van het vorstendom Rostov-Soezdal. Na 1157 verplaatste de zoon van Vladimir Monomach, Joeri Dolgoroeki (Joeri met de lange armen), de hoofdstad naar Vladimir, en daarmee brak een Gouden Eeuw aan die zou duren tot de Mongoolse invasie van Rusland.
In deze periode was Vladimir een van de mooiste steden in Europa, waar talrijke kathedralen van witte steen werden gebouwd. Tegenwoordig zijn daar nog slechts drie gebouwen van over: de Moeder Gods-Ontslapingskathedraal, de Demetriuskathedraal, en de Gouden Poort. Sinds 1992 staan deze monumenten, samen met vijf andere monumenten, op de Werelderfgoedlijst van UNESCO, als onderdeel van de inschrijving Witte monumenten van Vladimir en Soezdal.

### Neergang
Op 8 februari 1238 werd Vladimir ingenomen door de Gouden Horde onder Batu Khan. De kleinzoon van Joeri Dolgoroeki, prins Joeri II, en zijn familie kwamen om in de belegering, op de eerste dag waarvan al 32 gebouwen verwoest werden door brand.
Deze slag kwam Vladimir nooit meer te boven; hoewel het tot het midden van de 14e eeuw de hoofdstad van Rusland bleef, verschoof het politieke centrum langzaam naar de nieuwere steden Moskou en Nizjni Novgorod.

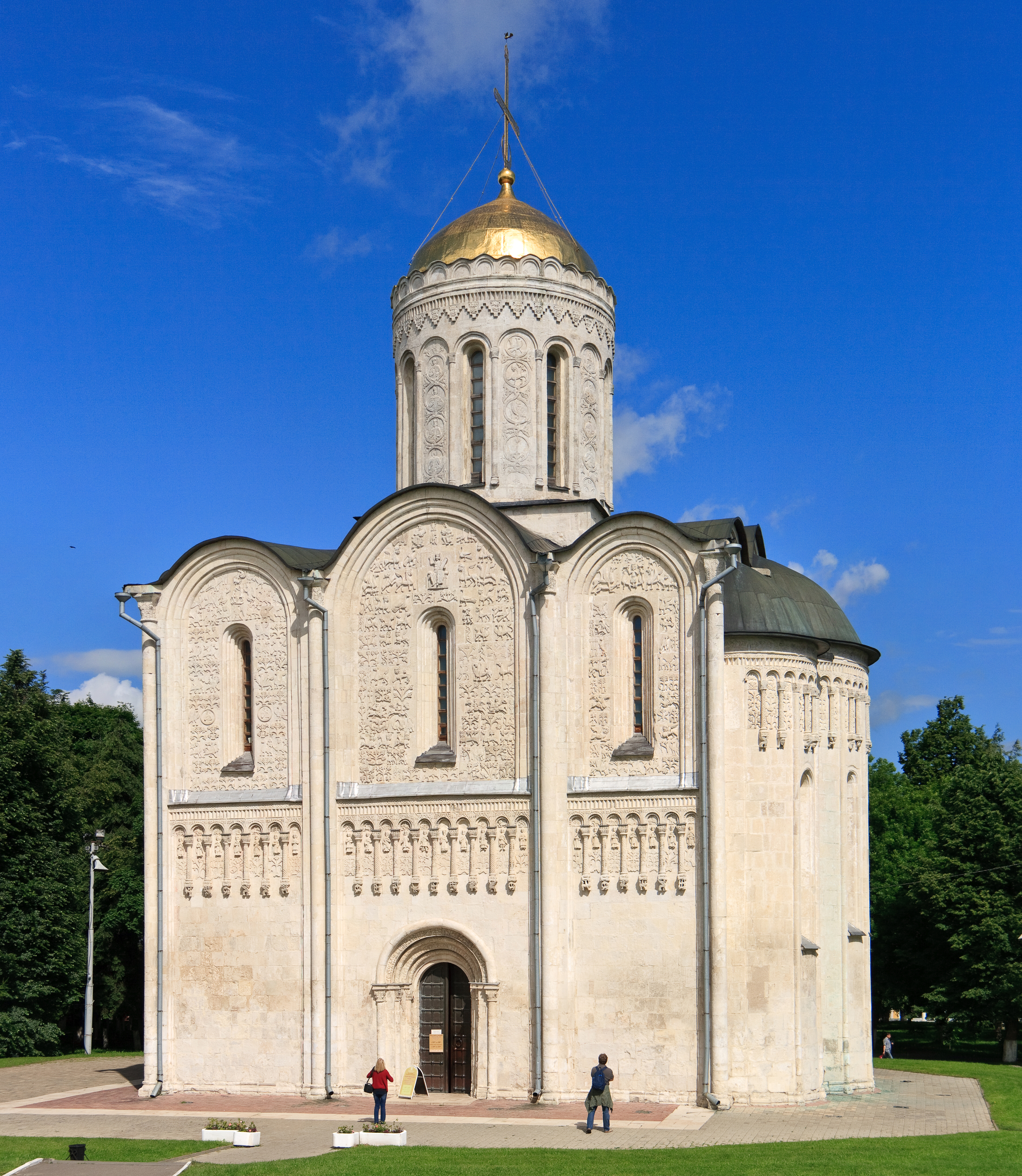
Demetriuskathedraal in Vladimir
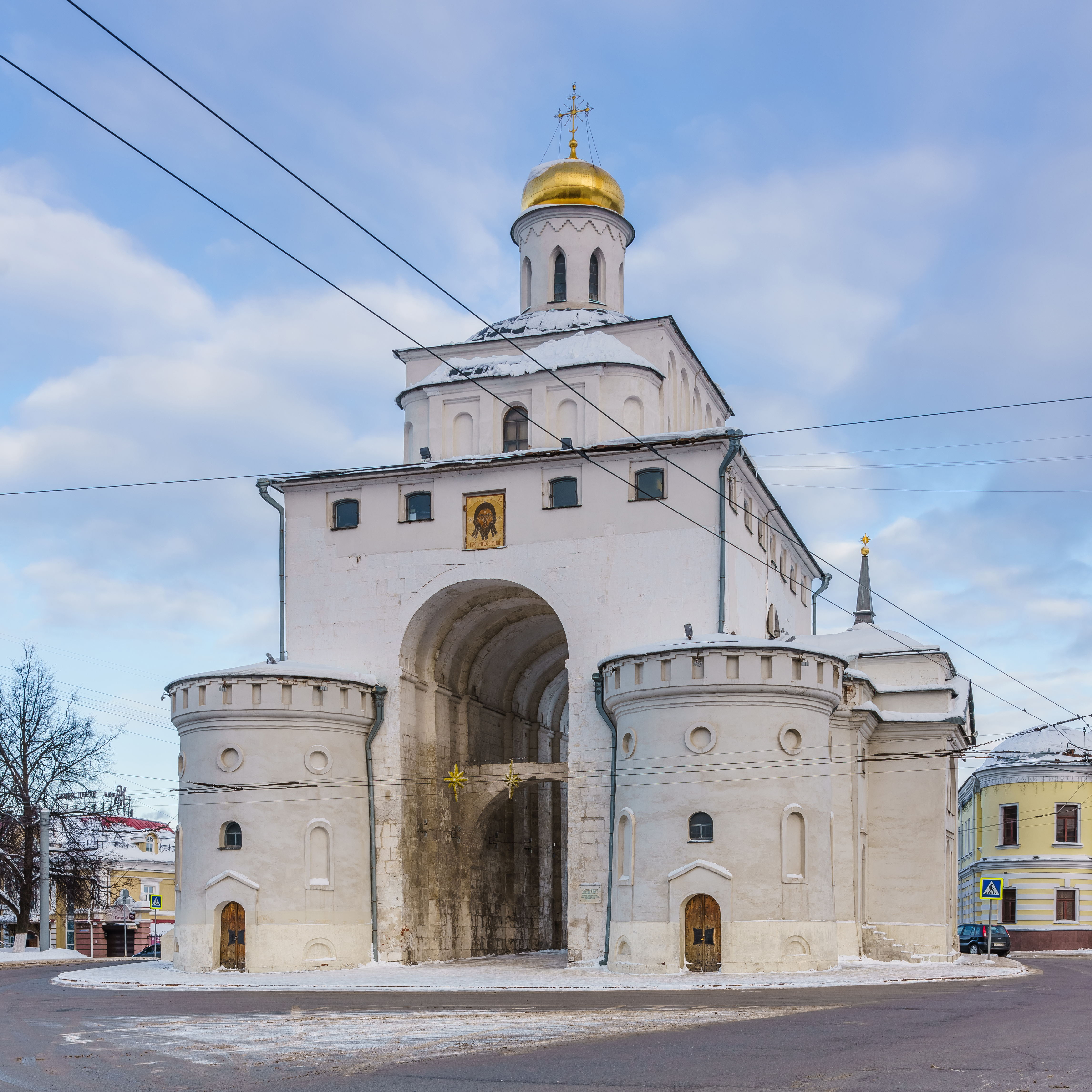
De Gouden Poort in Vladimir

## Belangrijke gebouwen
De belangrijkste gebouwen in Vladimir zijn de reeds genoemde Maria-Ontslapingskathedraal, de Demetriuskathedraal en de Gouden Poort. De Maria-Ontslapingskathedraal werd gebouwd van 1158 tot 1160 en vergroot van 1185 tot 1189. In 1408 werd de kerk beschilderd door Ruslands beroemdste iconenschilder Andrej Roebljov, samen met Daniil Tsjorni. Een neoclassicistische klokkentoren werd in 1810 toegevoegd. De kathedraal is gewijd aan de icoon van de Moeder Gods van Vladimir.
De Demetriuskathedraal is gebouwd van 1194 tot 1197 met behulp van Duitse metselaars uit het rijk van Frederik Barbarossa. De versieringen waren van Georgische steenhouwers, gezonden door koningin Tamar van Georgië.
De Gouden Poort was oorspronkelijk een toren op de toegangspoort naar de stad en werd gebouwd van 1158 tot 1164. Zijn huidige vorm heeft de Gouden Poort te danken aan reparatiewerkzaamheden in de late 18e eeuw. In 1992 zijn deze monumenten op de Werelderfgoedlijst van de Unesco gezet.

## Partnersteden
- Erlangen (Duitsland), sinds 1983
- Ústí nad Labem (Tsjechië)

## Geboren in Vladimir
- Daniël van Moskou (1261–1303), de jongste zoon van Alexander Nevski, stamvader van de Moskouse lijn van het huis van Roerik en daarmee voorvader van alle grootvorsten van Moskou
- Sergej Tanejev (1856–1915), componist en muziekpedagoog
- Vladimir Sjilikovski (1933-1987), langebaanschaatser
- Valentin Afonin (1939-2021), voetballer en voetbaltrainer
- Nikolaj Andrianov (1952-2011), turner
- Pavel Rostovtsev (1971), biatleet
- Yuri Lodygin (1990), voetballer